# Господиново (Варненська область)
Господи́ново (болг. Господиново) — село у Варненській області Болгарії. Входить до складу общини Бяла.

## Населення
За даними перепису населення 2011 року у селі проживали 270 осіб.
Національний склад населення села:
| Національність   | Кількість осіб | Відсоток |
| ---------------- | -------------- | -------- |
| болгари          | 143            | 53,0%    |
| турки            | 116            | 43,0%    |
| Всього відповіли | 270            |          |

Розподіл населення за віком у 2011 році:
Динаміка населення: